# Świadkowie Jehowy w Gabonie
Świadkowie Jehowy w Gabonie – społeczność wyznaniowa w Gabonie, należąca do ogólnoświatowej wspólnoty Świadków Jehowy, licząca w 2023 roku 4570 głosicieli, należących do 59 zborów. W 2023 roku na dorocznej uroczystości Wieczerzy Pańskiej zgromadziło się 12 446 osób. Działalność miejscowych głosicieli oraz Świadków Jehowy w Kamerunie i Gwinei Równikowej koordynuje Biuro Oddziału, znajdujące się w miejscowości Bonabéri k. miasta Duala w Kamerunie.

## Historia
Świadkowie Jehowy głosili w Gabonie publicznie i bez żadnych przeszkód od roku 1958. W roku 1963 w dwóch ówczesnych zborach działało ponad 50 głosicieli. W 1965 roku liczba ta przekroczyła 100 osób. W 1969 roku zanotowano liczbę 269 głosicieli, a za pomocą radia w każdy niedzielny poranek nadawano 15-minutowy program, w którym misjonarze, absolwenci Szkoły Gilead, odpowiadali na pytania słuchaczy. W grudniu 1969 roku ponad 20 gabońskim Świadkom udało się przybyć na zgromadzenie do Kamerunu.
29 kwietnia 1970 roku na posiedzeniu rządu zapadło postanowienie o zakazie działalności dla ponad 300 Świadków Jehowy w całym Gabonie. Następnie rząd wydalił z kraju wszystkich misjonarzy Szkoły Gilead (6 osób). Zakazem objęte zostały wszystkie zebrania religijne oraz działalność kaznodziejska. Zaczęto konfiskować publikacje religijne. Świadkowie Jehowy z całego świata wysyłali listy do członków rządu Gabonu i wyrażali w nich swoją opinię o prześladowaniu współwyznawców. Pod koniec lat 70. XX w. prześladowania zaczęły ustawać.
W 1986 roku przekroczono liczbę 500, w roku 1990 – 1000, w roku 1999 – 2000, w roku 2007 – 3000, a w roku 2014 – 4000 głosicieli. W roku 2015 osiągnięto liczbę 4216 głosicieli. W dniach od 1 czerwca do 31 sierpnia 2019 roku zorganizowano specjalną kampanię ewangelizacyjną w języku francuskim i fang. Skupiono się na dotarciu do mieszkańców dziesięciu najbardziej zaludnionych miast: Franceville, Koulamoutou, Lambaréné, Libreville, Makokou, Moanda, Mouila, Oyem, Port-Gentil i Tchibanga. Kampania była przedsięwzięciem międzynarodowym, w którym wzięło udział 400 wolontariuszy z Belgii, Francji, Kanady i Stanów Zjednoczonych. W 2019 roku zanotowano liczbę 4869 głosicieli.
Zebrania zborowe odbywają się w językach: angielskim, francuskim, fang, punu i amerykańskim migowym. Kongresy odbywają się w języku angielskim i francuskim oraz w amerykańskim języku migowym.